# Onthophagus cincticollis
Onthophagus cincticollis là một loài bọ cánh cứng trong họ Bọ hung (Scarabaeidae).